# Françoise Hostalier
Françoise Hostalier, née le 19 août 1953 à Beauvais (Oise), est une femme politique française. Élue notamment deux fois députée du Nord (1993 et 2007), elle est également inspectrice générale de l'Éducation nationale.

## Biographie
Françoise Hostalier naît le 19 août 1953 à Beauvais.
Elle est titulaire d'une maîtrise de mathématiques et est professeur certifié de mathématiques pendant près de dix-huit ans, de 1976 à 1993. En mai 1996, elle est nommée inspectrice de l'académie de Paris par décret du président de la République.

### Carrière politique
Elle adhère au Parti républicain (PR) en 1981. À partir de 1993, elle est secrétaire nationale du PR, chargée de la Ville.
Elle devient députée du département du Nord (11e circonscription) de 1993 à 1995. À l'Assemblée nationale, elle rejoint la commission de la Production et des Échanges et est membre du bureau du groupe UDF. En juin 1994, elle dépose une proposition de loi instaurant l'obligation pour les communes de plus de 10 000 habitants de mettre un local à la disposition des personnes sans-abri.
Elle est conseillère municipale d'Armentières à partir de 1992.
En 1995, elle quitte l'Assemblée nationale pour devenir secrétaire d'État chargée de l'Enseignement scolaire auprès du ministre de l'Éducation nationale dans le premier gouvernement d'Alain Juppé.
En 1998, elle devient conseillère régionale.
Elle est membre du bureau national du PPDF présidé par Hervé de Charette et créé en 1995. En 1997, elle rejoint Démocratie libérale lors de sa création par Alain Madelin et en deviendra vice-présidente. Après la dissolution de Démocratie libérale en 2002, elle adhère au Parti radical valoisien présidé par André Rossinot puis par Jean-Louis Borloo et est membre du Bureau national. Puis elle devient membre du Bureau politique de l'Union pour un mouvement populaire (UMP) et secrétaire nationale chargée des droits de l'homme. 
En 2007, elle redevient députée UMP dans la quinzième circonscription du Nord avec 51,87 % des voix face à la candidate socialiste Françoise Polnecq. Membre de la commission de la Défense nationale et des Forces armées, elle s'intéresse particulièrement à la question des OPEX (opérations extérieures) et à la situation en Afghanistan, au Tchad et en Côte d'Ivoire,,.
En 2011, en tant que spécialiste de l'Afghanistan, elle est nommée par Nicolas Sarkozy pour faire le bilan de l'action de la France au sein du pays.
Elle est battue par le candidat PS Jean-Pierre Allossery lors des élections législatives de 2012. Elle est éliminée dès le premier tour.
Pendant la campagne présidentielle de 2017, elle est la coordinatrice de la campagne de François Fillon dans le Nord. Après l'élimination de celui-ci à l'issue du premier tour, elle refuse le « front républicain » et déclare voter Marine Le Pen pour le second tour contre Emmanuel Macron. Elle explique qu'il représente un « mélange de grande finance internationale, de médias qui sont inféodés et instrumentalisés, de la gauche caviar, bobo ». Elle souhaite après les élections législatives une cohabitation entre la présidente FN et un Premier ministre LR.

## Engagements humanitaires
Présidente fondatrice de l'association Action Droits de l'Homme (depuis 1999), et membre de l'ONG Mères pour la paix (de 1995 à 2017) dont elle sera présidente de la fédération française de 2012 à 2017, elle s'engage pour la défense des droits des femmes et la protection de l'enfance,. Elle est nommée parlementaire en mission par Nicolas Sarkozy en octobre 2011 pour faire le bilan de l'action de la France en Afghanistan et dégager des pistes de coopération entre les deux pays dans le cadre du désengagement militaire de la France. 
Elle est présidente du Club France-Afghanistan, qu'elle crée en février 2012, dont l'objet est de tisser des liens entre les personnes intéressées par l'Afghanistan en France et par la France en Afghanistan et de faciliter les actions de développement économique et culturel entre les deux pays. 
Elle est membre du conseil d'administration de la Fondation Abbé-Pierre de 1994 à 2006, de la Commission nationale consultative des droits de l'homme (CNCDH) de 2002 à 2009 où elle préside la sous-commission chargée des droits des femmes, de l'enfance, de la famille et de l'éducation aux droits de l'homme. Elle est aussi membre du Haut comité pour le logement des personnes défavorisées (HCLPD), présidé par Xavier Emmanuelli, de 1996 à 2012.

## Distinctions
- Chevalier de la Légion d'honneur
- Chevalier de l'ordre des Palmes académiques

## Anciens mandats locaux
- 19/03/2001 - 30/06/2007 : Membre du Conseil municipal de Nieppe
- 18/06/1995 - 18/03/2001 : Conseillère municipale d'Armentières (Nord)
- 28/03/1993 - 18/06/1995 : Députée
- 19/03/1989 - 18/06/1995 : Conseillère municipale d'Armentières (Nord)
- 29/04/2004 - 22/03/2010 : Membre du conseil régional du Nord-Pas-de-Calais
- 20/06/2007 - 20/06/2012 : Députée de la quinzième circonscription du Nord

## Publications
- « Portraits de femmes afghanes », dans Inflexions, Armée de terre, 2013/1 (no 22), pages 29–34. (DOI 10.3917/infle.022.0029)
- « Crime d’honneur », dans Inflexions, Armée de terre, 2014/3 (no 27), pages 61–64. (DOI 10.3917/infle.027.0061)
- « L’Afghanistan, état de guerre permanent », Revue Défense Nationale, Paris, 2020/4 (no 829), pages 89–98. (DOI 10.3917/rdna.829.0089)